# Melicope adscendens
Melicope adscendens es una rara especie de arbusto perteneciente a la familia de las rutáceas. Es un endemismo de Hawái, donde se conoce solo en la isla de Maui. Está considerada en peligro de extinción en los Estados Unidos

## Descripción
Es un arbusto con tallos largos y delgados y con las inflorescencias con 1 a 3 flores. Crece en el hábitat de los bosques degradados en las laderas del volcán Haleakala. Hay una sola planta en suelo de propiedad estatal, y tal vez 25 en la propiedad privada. La planta solitaria en tierras del Estado está protegida en una caja en el Área de Reserva Natural Kanaio, y está produciendo sus frutos. En ninguna de las otras plantas se ha observado la reproducción.
Esta planta se ve amenazada por la pérdida y degradación de su hábitat. Las laderas del volcán se utilizan como pastizales para el ganado, y varios tipos de ungulados salvajes están presentes, tales como jabalíes, ciervos axis, y las cabras salvajes. Muchas especies de plantas no nativas están presentes en el área, incluyendo Asclepias physocarpa, Bidens pilosa, Cenchrus clandestinus, Lantana camara, Opuntia ficus-indica.

## Taxonomía
Melicope adscendens fue descrita por (H.St.John & E.P.Hume) T.G.Hartley & B.C.Stone y publicado en Taxon 38: 120, en el año 1989.
Sinonimia
- Pelea adscendens H.St.John & E.P.Hume[7]